# Anne Dacier
Anne Dacier (de soltera, Anne Le Fèvre; Saumur, 5 de agosto de 1647-París, 17 de agosto de 1720) fue una filóloga, traductora y escritora francesa

## Biografía
Nació en Saumur el 5 de agosto de 1647. Su padre era el filósofo Tanneguy Le Fèvre (1615 - 1672).
Se casó con el librero Jean Lesnier, pero, al morir su padre, se separa de él para ir a vivir a París con André Dacier, miembro de la Academia francesa de quien toma el apellido.
Realizó numerosas traducciones de autores clásicos al francés, traducciones de gran importancia en los siglos siguientes. Tradujo a Floro, Calímaco, Eutropio, Anacreonte, Homero, Terencio y Marco Aurelio.
En su ensayo Las causas de la corrupción del gusto, criticó directamente a Houdar de La Motthe.
Murió en el Palacio del Louvre de París el 17 de agosto de 1720.

#### Traducciones
- Poesías de Anacreonte y de Safo (1681)
- Tres comedias de Plauto (1683) Tomo I en Internet Archive Tomo II en Internet Archive Tomo III en Internet Archive
- Las comedias de Terencio (1688)
- Ilíada (1699)
- Odisea (1716)

#### Obras
- Des causes de la corruption du goût en Internet Archive París 1714.
- Homère défendu contre l'apologie du père Hardouin, París 1716 Texto (enlace roto disponible en Internet Archive; véase el historial, la primera versión y la última).

#### Publicaciones
- J.-F. Bodin, Recherches historiques sur l'académie de Saumur, 1814-1818
- E. Cary, Les grands traducteurs français, Ginebra, Georg, 1963
- É. Egger, L'Hellénisme en France, II, 1869
- E. Malcovati, Madame Dacier, Florencia, Sansoni, 1952
- P. Mazon, Mme Dacier et les traductions d'Homère en France, Oxford, Clarendon, 1936
- H. Rigault, Histoire de la querelle des anciens et des modernes, 1856
- L. de Rouvroy, duc de Saint-Simon, Mémoires (enlace roto disponible en Internet Archive; véase el historial, la primera versión y la última).
- C. A. Sainte-Beuve, Causeries du lundi, vol. IX
- G. S. Santangelo, Madame Dacier, una filologa, Roma 1984